# ATR410
ATR410は、フィアット社が開発した試験用気動車である。イタリア各地の非電化路線の高速化に向けて開発されたが、実用化には至らなかった。

## 概要
イオニア鉄道やサルデーニャ島の路線など、イタリア国鉄（現：トレニタリア）の標準軌非電化路線の高速化を目的にフィアット社の鉄道部門が開発した電気式気動車。2両編成の車体は当時フィアットが製造していた車体傾斜式高速電車・ペンドリーノのうちETR480に類似した外見で、ディーゼルエンジンによって動作した三相交流発電機からIGBTコンバータを介して供給された電力によって各車両の永久磁石同期電動機を駆動する仕組みであった。ペンドリーノ同様の車体傾斜式で、最高速度は160 km/hだった 。
なお、この車両の導入計画に伴い、それまで計画されていたサルデーニャ島のイタリア国鉄所有路線の電化は中止された。

## 試験
1997年からサルデーニャ島などイタリア国鉄各地の路線で試験運転を実施したものの、永久磁石同期電動機の冷却に関し重大な問題が判明した。この問題や導入を検討していた各地の路線からキャンセルを受け、更にフィアット社の鉄道車両部門がアルストムに売却された事も要因となり、開発は中止となった。それまでに投資された金額は1,000万ユーロに及んだ。
2017年現在、車両はピエモンテ鉄道博物館で静態保存されている。